# Campobello Island
Campobello Island – wyspa położona w Zatoce Fundy, w południowej części prowincji Nowy Brunszwik, w południowo-wschodniej Kanadzie. Zajmuje powierzchnię 52 km2 (ma 14 km długości i 5 km szerokości) i w 2001 roku była zamieszkana przez 1195 osób. Choć administracyjnie należy do Kanady i jest zarządzana jako część hrabstwa Charlotte, wyspa jest ściśle związana z historią Stanów Zjednoczonych, ponieważ znajduje się tam letnia rezydencja prezydenta Franklina Delano Roosevelta.

## Historia
Wyspa została pierwotnie przyznana w 1767 roku kapitanowi Williamowi Owenowi z Royal Navy, który w 1770 roku nadał jej nazwę pochodzącą od nazwiska lorda Williama Campbella, ówczesnego gubernatora prowincji, a także nawiązującą do wyglądu wyspy (w języku włoskim oraz hiszpańskim „campobello” oznacza dosłownie piękne pole). Pierwsi osadnicy zostali sprowadzeni na wyspę po 1770 roku przez Williama Owena, którego rodzina była właścicielem większości wyspy przez ponad sto lat. Początkowo toczył się spór o przynależność Campobello Island, jednak na mocy konwencji z 1817 roku została ona przyznana Nowemu Brunszwikowi.
James Roosevelt, ojciec prezydenta, kupił w 1883 roku dom na zachodnim wybrzeżu wyspy w miejscowości Welshpool. W 1906 roku Franklin D. Roosevelt otrzymał od swojej matki sąsiedni dom z 34 pokojami, który stał się znany w latach 30. XX wieku jako jego letnia rezydencja. W 1921 roku Roosevelt zachorował tam na polio. Posiadłość została później przekazana  rządom Kanady i Stanów Zjednoczonych jako muzeum-pomnik i jest utrzymywana w ramach obszaru chronionego Roosevelt Campobello International Park o powierzchni 1101 hektarów (2720 akrów), otwartego w 1964 roku.
Wyspa, połączona w 1962 roku z miastem Lubec mostem Roosevelt International Bridge, jest zamieszkana głównie przez rybaków. Linia brzegowa wyspy obfituje w liczne piaszczyste zatoki (schronienia dla łodzi rybackich) oraz skaliste przylądki z latarniami morskimi. Campobello Provincial Park wznosi się nad malowniczą zatoką Herring Cove na zachodnim wybrzeżu wyspy.